# Massimo Gobbi
Massimo Gobbi (Milán, Italia, 31 de octubre de 1980) es un exfutbolista italiano. Jugaba de centrocampista o lateral izquierdo.

## Biografía
Massimo Gobbi, que actúa de centrocampista por la banda izquierda, empezó su carrera futbolística en las categorías inferiores del AC Milan, aunque nunca llegó a debutar con el primer equipo.
En 1998 ficha por el AC Pro Sesto, equipo de la Serie C2. 
Al año siguiente se marcha a jugar al Treviso, equipo que lo cede al Giugliano, UC AlbinoLeffe y al Cagliari Calcio, con el que debuta en la Serie A.
En 2006 firma un contrato con el club, la Fiorentina. Tras tres temporadas en el equipo viola, en el 2010 deciden inoportuno renovarle el contrato, por lo que quedando libre, ficha gratis por el Parma. Luego del descenso y la desaparición del Parma, a mediados del 2015 ficha por el Chievo Verona

## Selección nacional
Ha sido internacional con la Selección de fútbol de Italia en una ocasión. Fue el 16 de agosto de 2006 en un partido contra Croacia, cuando saltó al campo en el minuto 75 sustituyendo a su compañero Massimo Ambrosini.

## Clubes
| Club          | País   | Año       | PJ  | Goles |
| ------------- | ------ | --------- | --- | ----- |
| Pro Sesto     | Italia | 1998-1999 | 6   | 0     |
| Treviso       | Italia | 1999-2001 |     |       |
| Giugliano     | Italia | 2001-2002 | 32  | 5     |
| AlbinoLeffe   | Italia | 2002-2003 | 30  | 7     |
| Treviso       | Italia | 2003-2004 |     |       |
| Cagliari      | Italia | 2004-2006 | 71  | 5     |
| Fiorentina    | Italia | 2006-2010 | 100 | 2     |
| Parma         | Italia | 2010-2015 | 155 | 4     |
| Chievo Verona | Italia | 2015-2018 | 60  | 1     |
| Parma         | Italia | 2018-2019 | 16  | 0     |